# Josef Tichy (Übersetzer)
Josef Tichy (auch: Joseph Tichy, * 31. Dezember 1894 in Wien; † 27. Oktober 1973 in Ellmau/Tirol) war ein österreichischer Übersetzer.

## Leben
Josef Tichy lebte von 1958 bis zu seinem Tode in Ellmau. Er übersetzte Belletristik und kunstgeschichtliche Abhandlungen aus dem Englischen und Niederländischen ins Deutsche.

## Übersetzungen
- Chinua Achebe: Obi, Wiesbaden 1963
- Jacob Berend Bakema: L. C. van der Vlugt, Amsterdam 1968
- Marius van Beek: Mari Andriessen, Amsterdam 1964
- Rein Blijstra: B. Merkelbach, Amsterdam 1968
- Cor Blok: Carel Visser, Amsterdam 1968
- Theodore Bonnet: Der Dreckspatz, Berlin-Schöneberg 1952
- Theodore Bonnet: Im Schatten der Goldenen Brücke, Wien [u. a.] 1957
- Karel G. Boon: Geertgen tot Sint Jans, Amsterdam 1967
- Vincent Brome: Auf dem Weg zum Überfluß, Wiesbaden 1964
- Taylor Caldwell: Alle Tage meines Lebens, Wien [u. a.] 1958
- Taylor Caldwell: Der Engel, Wien [u. a.] 1968
- Taylor Caldwell: Geliebter und berühmter Arzt, Wien [u. a.] 1960
- Taylor Caldwell: In einem großen Haus, Wien [u. a.] 1965
- Taylor Caldwell: Ist niemand da, der mich hört?, Berlin [u. a.] 1964
- Taylor Caldwell: Eine Säule aus Erz, Wien [u. a.] 1965
- Cornelis Doelman: Hendrik Chabot, Amsterdam 1967
- Donald Earl: Augustus und seine Zeit, Wiesbaden 1969
- Lawrence Earl: Sturz in die Winternacht, Wiesbaden 1957
- Esther Forbes: Im Strom der Gezeiten, Kufstein [u. a.] 1954
- Esther Forbes: Wölfe im Paradies, Kufstein [u. a.] 1951
- Catherine Gavin: Ein Thron in Mexiko, Bern [u. a.] 1965
- Johan Albert Goris: An den Fleischtöpfen Ägyptens, Rosenheim [u. a.] 1954
- Johan Albert Goris: Das Buch des Joachim von Babylon, Kufstein [u. a.] 1953
- Hein van Haaren: Constant, Amsterdam 1967
- Hella S. Haasse: Die Eingeweihten, Frankfurt am Main 1961
- Hella S. Haasse: Wald der Erwartung, Frankfurt/M. 1957
- Enrico Hartsuyker: André Volten, Amsterdam 1966
- Egbert Haverkamp-Begemann: Hercules Seghers, Amsterdam 1968
- Paul Hefting: G. H. Breitner, Amsterdam 1968
- Michael Kittermaster: Katakala oder Der imaginäre Distrikt des Mr. Worthington, Wiesbaden 1959
- Madelon Lulofs: Kuli, München 1955
- James A. Michener: Frühlingsfeuer, Celle 1951
- Kasper Niehaus: Henri TenHolt, Amsterdam 1964
- Cees Nooteboom: Das Paradies ist nebenan, Düsseldorf [u. a.] 1958
- Wilfrid Noyce: Die Götter zürnen, Wiesbaden 1959
- Hans Redeker: Gerrit Benner, Amsterdam 1967
- Wessel Reinink: K. P. C. de Bazel, Amsterdam 1965
- Lyndon Rose: Unter zweierlei Gesetz, Wiesbaden 1961
- Eric Frank Russell: Die Todesschranke, Bischofswiesen/Obb. 1953
- Karel Eduard Schuurman: Wessel Couzijn, Amsterdam 1967
- Mabel Waln Smith: Im Land der schnellen Pferde, Wiesbaden 1958
- Bettina Spaanstra-Polak: Der Symbolismus, Amsterdam 1967
- David Harry Walker: Im Toben der Stürme, Bern [u. a.] 1962
- Mika Waltari: In diesem Zeichen, Wien [u. a.] 1961
- Mika Waltari: Die weiße Taube, Wien [u. a.] 1959
- Dolf Welling: Die Expressionisten, Amsterdam 1968
- Jan Nicolaas Wessem: Jan Sluijters, Amsterdam 1966
- Karel Wiekart: J. J. P. Oud, Amsterdam 1965
- Henri P. L. Wiessing: John Raedecker, Amsterdam 1962
- Christian Zervos: Domela, Amsterdam 1966

| Personendaten    | Personendaten               |
| ---------------- | --------------------------- |
| NAME             | Tichy, Josef                |
| ALTERNATIVNAMEN  | Tichy, Joseph               |
| KURZBESCHREIBUNG | österreichischer Übersetzer |
| GEBURTSDATUM     | 31. Dezember 1894           |
| GEBURTSORT       | Wien                        |
| STERBEDATUM      | 27. Oktober 1973            |
| STERBEORT        | Ellmau, Tirol               |